# بری وایت (کشتی‌گیر)
ویندهام لاورنس روتوندا (به انگلیسی: Windham Lawrence Rotunda) (۲۳ مه ۱۹۸۷ – ۲۴ اوت ۲۰۲۳) کشتی‌گیر حرفه ای آمریکایی بود که با نام بری وایِت (به انگلیسی: Bray Wyatt) در کمپانی دبلیودبلیوئی فعالیت می‌کرد. او همچنین رهبر گروه وایت فمیلی بود.
آهنگ ورودی بری و وایت فمیلی، با ترس زندگی کن که خواننده آن مارک کروزر بود و در رسلمانیا ۳۰ آن را به‌طور زنده اجرا کرد. همچنین رپر آمریکایی ترانه‌ای تحت عنوان "Follow The Buzzards" خواند که تکیه کلام بری وایت بود.

## اوایل کار
روتاندا با حضور در دبیرستان هرناندو، جایی که در سال ۲۰۰۵ در مسابقات قهرمانی کشتی گیران در ۲۷۵ پوند (۱۲۵ کیلوگرم) قهرمان شد. او در سال ۲۰۰۵ از دبیرستان فارغ‌التحصیل شد. او همچنین فوتبال را در پست دفاع بازی کرد. روتاندا در دو فصل به کالج سکویوس بازی کرد و افتخارات دومین تیم تمام آمریکایی را به عنوان یک دفاع جانشینی سال دوم تحصیلی به‌دست‌آورد. او یک بورس تحصیلی فوتبال را به دانشگاه تروی به‌دست‌آورد، جایی که او دو سال به فوتبال دانشگاهی پرداخت. او پس از تصمیم‌گیری برای تبدیل شدن به یک کشتی‌گیر، ان را را ترک کرد.

## دوران کشتی کج

### دبلیو دبلیو ای

#### اف سی دبلیو(۲۰۱۰–۲۰۰۹)
او در آوریل ۲۰۰۹ در اف سی دبلیو با نام الکس روتواندو (Alex Rotundo) دبیو کرد. او بعداً نام خود را به دوک روتندو تغییر داد. در ژوئن ۲۰۰۹ با برادرش بو دلاداس گروهی تشکیل ادند. در ۲۳ ژوئیه در برابر گروه Dude Busters (Caylen Croft and Trent Barretta پیروز شدند، در همان شب Justin Angel وKris Logan شکست
دادند و قهرمان کمربندهای اف سی دبلیو شدند. همچنین از کمربندهای خود در برابر دیلن کلاین و ونس آرچر و کرت هاوکینز و هیث اسلیتر دفاع کردند.
در تاریخ ۱۹ نوامبر کمربندهای خودرا به گروه Dude Busters باختند.

#### نکسز(۲۰۱۱–۲۰۱۰)
در ۱ ژوئن با نام هاسکی هریس(Husky Harris) به برند ان‌اکس‌تی رفت. و در ۸ ژوئن به‌طور رسمی دبیو کرد و به همراه Cody Rhodes در یک مسابقه تگ تیمی علیه Montel Vontavious Porter و Percy Watson مسابقه دادند و باختند. هریس در تاریخ ۲۲ ژوئن با حمله به Matt Striker تبدیل به شخصیت منفور شد. در هفته بعد هم در یک مسابقه تک به تک توسط Montel Vontavious Porter شکست داده شد. در ابتدا در رده‌بندی تازه‌کارها از ۸ نفر نفر هفتم شد، اما خود را به رتبه ششم رساند. در نهم اوت مسابقه تگ تیمی سه به سه ترتیب داده شد و گروه هریس پیروز شدند، اما در مسابقه بعدی شکست خوردند. بعد ازین مسابقه‌ها هریس به رتبه چهارم رسید. در همین حین هریس در اف سی دبیلو هم فعالیت می‌کرد، در سپتامبر ۲۰۱۰ به هم تیمی خود Percy Watson حمله کرد و این درگیری سبب باخت آن‌ها شد. در یک مسابقه هریس و واتسون با هم مسابقه دادند و هردو count outشدند. در یک مسابقه no disqualification match هریس مغلوب واتسون شد، در ادامه هریس در یک مسابقه lumberjack matc واتسون را شکست داد و درگیریشان تمام شد. در پی پر ویو هل این ا سل در ۴ اکتبر هریس و کرتیس اگزل به صورت مخفیانه در مسابقه بین وید برت و جان سینا دخالت کردند و باعث باخت سینا شدند. کرتیس اگزل و هریس با این حمله می‌خواستند نظر وید برت را جلب کنند اما وید برت به آن‌ها توجهی نکرد و گفت: «من از شما کمکی نخواستم.» هریس و اگزل در راوهای متعدد درخواست پیوستن به گروه وید برت یعنی نکسز را دادند. در هفته‌های بعد در مسابقه ای بین میز و جان سینا به نفع میز دخالت کردند و از وید برت فرصتی برای اثبات خود خواستند. سپس مسابقه ای بین هریس و اگزل و جان سینا و رندی اورتون ترتیب داده شدند که در ان مسابقه هریس و اگزل شکست خوردند. اما بالاخره در هفته بعد به گروه نکسز پیوستند، در ژوئیه ۲۰۱۱ مسابقه ای بین وید برت و رندی اروتون و شیمس به صورت استیل کیج ترتیب داده شد و در هنگامی که وید برت داشت از قفس بالا می‌رفت، سی ام پانک به سرعت از قفس بلا رفت و دست خود را به قصد کمک به وید برت دراز کرد، و همین که دست وید برت را گرفت بازو بند رهبری گروه نکسز را از بازوی برت باز کرد و به بازوی خود بست و وید برت را هم به پایین پرت کرد و از آن روز سی ام پانک به عنوان رهبر گروه نکسز شناخته شد. در ۳۱ ژانویه اگزل و هریس در برابر ولادیمیر کوزلوف و سانتینو مارلا سر کمربند مسابقه دادند و شکست خوردند.

#### بازگشت به اف سی دبلیو(۲۰۱۲–۲۰۱۱)
پس از حمله رندی اورتون به هریس، هریس به اف سی دبلیو بازگشت، و دوباره با بودالاس گروه تشکیل دادند و با Lucky Cannon و Damien Sandow درگیر شده و در مسابقه ای ان هارا شکست دادند. به علت مصدومیت قهرمان کمربند ان اکس تی یعنی بودالاس تورنومنتی برگزار شد و هریس با شکست Big E به مسابقه ای ای چهار نفره بین خود و دین امبروز و ادام رز و دمین سندو راه یافت و در مسابقه Richie Steamboat به دین امبروز حمله‌ور شد و خواست فن سوپر کیک خودرا بزند که تصادفی به هریس خورد و فرصت بردن را از دست داد. البته در مسابقه سه نفره ای بین خود و دین امبروز و دمین سندو پیروز شد و به فرصت رو به رو شد با ادام رز قهرمان سنگین‌وزن اف سی دبلیو دست یافت. در حین مسابقه دوباره Richie Steamboat دخالت کرد و با پرت کردن حواس هریس باعث باخت او شد. و در یک مسابقه هریس به مصاف Richie Steamboat رفت و پیروز شد، اما درگیری این دو به ۳۰ روز محرومیت هر دو آن‌ها شد. پس از بازگشت هریس و ریکی دوباره با یکدیگر مسابقه دادند و هریس پیروز شد و درگیریشان پایان یافت. از آن طرف بو دالاس بهبود یافت و در تاریخ ۲ فوریه ۲۰۱۲ هریس و بودالاس با شکست Brad Maddox و Eli Cottonwood برای دومین بار قهرمانان تگ تیم اف سی دبیلو شدند. هریس و بودالاس از کمربندهای خود در برابر روسف و سزارو دفاع کردند، و در ۱۵ مارس کمبرند هارا به Corey Graves و Jake Carter باختند.

#### خانواده وایت (وایت فمیلی)(۲۰۱۴–۲۰۱۲)ان اکس تی
در اپریل سال ۲۰۱۲ هریس با نام بری وایت دبیو کرد و در همان حین دبیلیو دبلیو ای نام اف سی دبیلو را به NXT تغییر داد. و در 11 JULY به اولین پیروز خود در برابر آیدین انگلیش دست یافت، شخصیت جدید وایت دارای ویژگی‌های ترسناکی بود، از جمله آن ویژگی‌ها می‌توان به موسیقی‌ها، قطع و وصل شدن برق‌ها، رفتارهای عجیب و خنده‌های شیطانی اشاره کرد. بری وایت در همین اول حضور خود دچار مصدومیت شد و به زیر تیغ جراحی رفت. در ادامه وایت با دو فرد دیگر به نام‌های LUKE HARPER
(لوک هارپر) و ERICK ROWAN(اریک روئن) گروهی به نام وایت فمیلی یا همان خانواده وایت تشکیل داد. وایت بعد از مصدومیت خود در تاریخ ۲۱ فوریه ۲۰۱۳ به پیروزی در برابر یوشی تاتسو دست یافت و در ۱۳ مارس از برادر خود یعنی بودالاس شکست خورد، در پی آن در ۲ می‌توسط کریس جریکو شکست داده شد، اریک روئن و لوک هارپر هم ادرین نویل و الیورگری را شکست داده و قهرمان‌های تگ تیم NXT شدند، وایت فمیلی با کوری گریوز و کاسیوس اونو درگیر شدند، در همین درگیری بری وایت کوری گریوز را در ۲۲ می‌شکست داد. در هفته بعد بری وایت کوری گریوز و اونو را در بتل رویال ۱۸ نفره حذف کرد و به فرصت مسابقه دادن سر کمبرند ان اکس تی دست یافت در ۱۹ ژوئن وایت فمیلی گروه نویل و گریوز و اونو را شکست داد، و همچنین در ۱۰ ژولای گریو و نویل و ویلیام رگال را شکست دادند و دست آخر در ۱۷ ژولای کمبرند هارا به نویل و گریوز باختند.

### درگیری‌ها
کار وایت فمیلی در راو با حمله ناگهانی آن‌ها به کین در سال ۲۰۱۳ شروع شد، و این حملات به آرتروث و جاستین گبریل و درو مکینتایر وو هیث اسلیتر و جیندر ماهال هم شد، و در آخر کین بری وایت را به مسابقه رینگ آتش در سامر اسلم ۲۰۱۳ فراخواند ک در حین مسابقه روئن و هارپر دخالت کرده و موجب باخت کین شدند و بعد از مسابقه هم با پلکان فلزی به سر کین کوبیدند. هدف بعدی وایت کوفی کینگستون بود که در بتلگرند ۲۰۱۳ توسط بری وایت شکست داده شد. همچنین وایت فمیلی با سی ام پانک و دنیل برایان درگیر شدند که در پی حملات مکرر سی ام پانک و برایان گروه وایت فمیلی را در سروایور سریز ۲۰۱۳ شکست دادند. اما وایت درگیری خودرا با برایان ادامه داد و در تی ال سی ۲۰۱۳ در مسابقه سه به تک دنیل برایان را شکست دادند. و اما مسابقه ای ترتیب داده شد که اگر برایان بتواند روئن و هارپر را پشت سر هم شکست دهد می‌تواند با خود بری هم مسابقه بدهد که دنیل روئن و هاپر را شکست داد و به غول آخر یعنی بری وایت رسید. در آخر هم در رویال رامبل ۲۰۱۴ وایت بر برایان غلبه کرد. در ادامه وایت فمیلی در مسابقه ای سر کمبرند دبلیو دبیلو که بین رندی اورتون و سینا بود، دخالت کردند و باعث باخت سینا شدند. در ۲۷ ژانویه در مسابقه ای که بین شیمس و سینا و برایان و گروه شیلد بود دخالت کردند و باعث شدند شیلد به مسابقه الیمینیشن چمبر راه نیابد، و همین باعث مسابقه ای در الیمینیشن چمبر ۲۰۱۴ شد که وایت فمیلی بر شیلد غلبه کرد، و در همان شو در مسابقه اتاق حذف شش نفره ای که سر کمربند سنگین‌وزن و دبلیو دبلیو ای بود به سینا حمله کردند و باعث باخت او شدند، که همین باعث ایجاد یک دشمنی بین سینا و بری وایت شد. وایت در تلاش بود تا ثابت کند سینا یک هیولا است نه یک قهرمان. وقتی این دو به رسلمنیا ۳۰ را یافتند بر روی زانوهایش نشست و به سینا تلقین کرد تا وایت را تا جایی که می‌تواند کتک بزند، حتی سینا پلکان به دست گرفت تا به وایت حمله کند اما سرباز زد و به پیروزی سینا ختم شد. در پی همین درگیری‌ها در یکی از شوها وایت افرادی را که ماسک گوسفند زده بودند را به صف کرد و شروع به خواندن آهنگ کردند و از بین آن‌ها کودکی بیرون آمد و نزدیک جان سینا رفت و تیکه کلام وایت یعنی تمام دنیا در دستان اوست را تکرار کرد، و در اسکتریم رولز ۲۰۱۴ در مسابقه استیل کیج وایت سینا را شکست داد. دست آخر این درگیری با پیروزی سینا در مسابقهٔ لست من استندینگ در پی بک همان سال پایان یافت. در ۱۳ ژوئن وایت دین امبروز را شکست داد و به مسابقه نردبانی برای کمربندهای دبلیو دبلیو ای و سنگین‌وزن راه یافت که پیروز آن مسابقه جان سینا شد. در هفته‌های بعد درگیری جدیدی با حملات وایت فمیلی به کریس جریکو شکل گرفت. که به مسابقه در بتلگرند کشیده شد که جریکو ان مسابقه را برد، در ادامه در سامر اسلم ۲۰۱۴ وایت پیروز گشت، و درگیری این دو با پیروز وایت در مسابقهٔ استیل کیج مچ در ۸ سپتامبر پایان یافت. درگیری بعدی با دین امبروز بود که به علت حمله ناگهانی وایت و دخالت در مسابقه هل این ا سل ۲۰۱۴ بود که متهی به مسابقه ای در سروایور سریز ۲۰۱۴ شد که پیروز این مسابقه وایت با disqualification پیروز شد. در ادامه بازهم دین امبروز در شو تی ال سی شکست خورد، و در شو راو ۲۲ دسامبر مسابقه آمبولانس متچ به درگیری امبروز و وایت پایان داد.
در فست لین ۲۰۱۵ آهنگ ورودی اندرتیکر پخش شد و تابوت اندرتیکر تا نزدیک رینگ آمد و ناگهان به جای او وایت از تابوت بیرون آمد و شروع به خنده و گفت :((من از تیکر نمی‌ترسم و روح او را در درسلمانیا ۳۱ تسخیر خواهم کرد.))و وایت در رسلمانیا هنگامی می‌خواست فن سیستر ابیگیل را روی تیکر پیاده کند، در حین راه رفتن مانند عنکبوت ناگهان تیکر بلند شد و وایت وحشت زده توبستون سنگینی دریافت کرد و شکست خورد. همچنین درگیری کوتاهی با رایبک داشت که از حملات وایت شروع شد و با پیروز وایت در پی بک ۲۰۱۵ پایان یافت.

#### (۲۰۱۶–۲۰۱۵)
در شو مانی این د بنک (۲۰۱۵) وایت وقتی که رومن فرصت بردن کیف مانی این د بنک را پیدا کرده بود ناگهان ظاهر شد و رومن را پایین انداخت و به او فن سیستر ابیگیل را زد، در پی این کار وایت مسابقه ای در بتلگرند ۲۰۱۵ ترتیب داده شد که وایت به کمک سوپر کیکی که لوک هاپر به رومن زد و داور ندید پیروز شد. در سامر اسلم ۲۰۱۵ هم هارپر و وایت در برابر امبروز و رینز قرار گرفتند و شکست خوردند. در هفته‌های بعد بری وایت عضو جدید گروه خودرا که براون استرومن بود معرفی کرد، در ادامه هم در نایت اف قهرمانی ۲۰۱۵ وایت فمیلی موفق به شکست امبروز و جریکو و رینز شد. در هل این ا سل ۲۰۱۵ پس از شکست خوردن از رینز وایت فمیلی به اندرتیکر حمله کردند و او را بلند کرده و به بک استیج بردند که همین حمله باعث درگیری مجدد اندرتیکر و بری وایت شد، در راو بعدی وایت فمیلی این بار به کین حمله کردند و مانند تیکر او را بلند کرده و به بک استیج بردند، در ۹ نوامبر دوباره کین و اندرتیکر گروه برادران تخریب گر را تشکیل دادند به وایت فمیلی حمله کردند، و در سروایور سریز ۲۰۱۵ هم هارپر و وایت را شکست دادند. در رویال رامبل ۲۰۱۶ وایت فمیلی به صورت چهار نفره به براک لزنر جمله کردند و او را از رویال رامبل حذف کردند، در ردبلاک ۲۰۱۶ در مسابقه ای هندی کپ مچ (وایت و هاپر) مقابل لزنر قرار گرفتند و شکست خوردند. در رسلمانیا ۳۲ وقتی که راک از رکوردهای خود صحبت می‌کرد وایت فمیلی به او حمله‌ور شدند و این حمله منجر به یک مسابقه تک به تک بین روئن و راک شد که راک روئن را در فقط ۶ ثانیه شکست داد و رکورد جدیدی به نام خود ثبت کرد! در اپریل ۴ وایت به فمیلی به گروه the League of Nations که متشکل از شیمس و روسف و البرتو دل ریو و وید برت بود حمله کردند و در راو ۱۱ اپریل رومن و ویات علیه دلریو و شیمس قرار گرفتند و پیروز شدند. این باعث شد که وایت به چهره محبوب تبدیل گردد، در ۱۳ اپریل در لایو ایونتی در ایتالیا وایت در برابر رومن قرار گرفت و مصدوم شد و تا چند وقت از رینگ دور ماند. در ۲۰ ژوئن بازگشت و با بقیه اعضا به نیو دی که قهرمانان تگ تیم بودند حمله کردند و دوباره وایت به چهره منفور تبدیل شد. و در بتلگرند ۲۰۱۶ هم ان هارا شکست دادند. در انتقالات کشتی گیران در سال ۲۰۱۶ روئن و وایت به اسمکدون انتقال یافتند. سپس وایت رندی اورتون را به مسابقه ای در بک لش به چالش کشید به صورت ناجوانمردانه پیروز شد. در یک مسابقه هم که بین کین و وایت بود رندی دخالت کرد و موجب باخت وایت شد. وایت را برای مسابقه ای در نو مرسی فراخواند و در همین شو هارپر بازگشت و به وایت برای غلبه بر رندی اورتون کمک کردو وایت پیروز شد. در ۲۵ اکتبر رندی اورتون به وایت برای پیروز بر کین کمک کرد و رسماً به گروه وایت فمیلی پیوست.

#### (۲۰۱۶–۲۰۱۷)
در سروایور سریز ۲۰۱۶ رندی اورتون در مسابقه ای ۵ به ۵(۵ نفر از اسمکدون و ۵ نفر از راو) بری وایت را از اسپیر خوردن توسط رومن نجات داد و وفاداری خود را حفظ کرد، رندی و وایت پس از شکست دادن American Alpha به عنوان چلنجرهای کمربندهای قهرمانی تگ تیم اسمکدون معرفی شدند. و در تی ال سی ۲۰۱۶ با شکست دادن راینو و هیث اسلیتر قهرمان‌های تگ تیم اسمکدون شدند. اما در ۲۷ دسامبر کمبرند هارا به American Alpha باختند. در یکی از شوهای اسمکدون هارپر به قصد کمک به رندی اورتون به رینگ آمد و همین حواس‌پرتی باعث باخت رندی به امبروز شد؛ و درگیری بین وایت و رندی و هارپر شکل گرفت، در رویال رامبل ۲۰۱۷ در دقایق آخر رندی و وایت و رینز مانده بودند و دو نفری به رینز حمله کردند، اما وایت توسط رینز حذف شد و رندی رویال رامبل را برد. در الیمینیشن چمبر ۲۰۱۷ وایت کمربند قهرمانی سنگین‌وزن wwe را به دست آورد، در یکی از شوهای اسمکدون وایت از کمربند خود در مقابل ای جی استایلز و سینا دفاع کرد و پس از پایان مسابقه اورتون وارد رینگ شد و زانو زد گفت:((تو زمان زیادی استاد بودی و من از روبه رو شدن با تو در رسلمانیا سرباز می‌زنم.))اما در هفته‌های بعد رندی وایت فمیلی را نابود کرد و خانه سیستر ابیگیل را به آتش کشید، سپس کمبرند را در رسلمانیا۳۳ از وایت گرفت. در پی بک ۲۰۱۷ وایت با کمک جیندر ماهال از رندی پیروز شد و در ۱۰ اپریل به راو منتقل گشت. در یک مسابقه سه نفره بین بلر و رولینز و میز، وایت به بلر حمله کرد و بلر توسط میز پین شد. در اکستریم رولز ۲۰۱۷ وایت در مسابقه ۵ نفر که برنده قرار بود با براک لزنر سر کمربند قهرمانی یونیورسال مسابقه دهد شکست خورد. پس از اینکه عکس ست رولینز بر روی کاور بازی کشتی کج ۲۰۱۸ رفت وایت رولینز را هدف قرار داد و گریت فایر بالز ۲۰۱۷ و شوهای بعد پیروز شد. اما حملات وایت به بلر ادامه یافت و باعث ترتیب دادن مسابقه ای در سامر اسلم ۲۰۱۷ که وایت شکست خورد شد. بعد از حذف شدن بلر در بتل رویال که قرار بود برنده با میز سر کمبرند بین قاره ای مسابقه دهد وایت به بلر گفت که او می‌خواهد با بلر واقعی مسابقه دهد نه دیمن یا همان شخصیت شیطانی بلر، بلر قبول کرد و وایت و بلر در نو مرسی ۲۰۱۷ مقابل هم قرار گرفتند و بازهم وایت شکست خورد. در هفته‌های بعد وایت شروع به ترساندن بلر با کارهای عجیب و غریب نظیر معرفی شخصیت سیستر ابیگل یا تعریف داستان‌های ترسناک کرد و قرار شد در تی ال سی ۲۰۱۷ با هم مسابقه دهند، اما وایت به مسابقه نیامد و به جای او ای جی استایلز با بلر مسابقه دادند و پس از پایان مسابقه (پیروز فن بلر بود) بلر ای جی استایلز را بلند کرد و با نشان دادن علامت too sweet یاد گروه بالت کلاب (قبلاً در کمپانی‌های دیگر استایلز و فین بلر و لوک گلوز و کنی اومگا گروهی به نام بالت کلاب داشتند) زند کرده و به هم احترام گذاشتند.

#### قهرمانی کمربندهای راو (اکنون-۲۰۱۷)
در ۲۷ نوامبر مت هاردی از وایت شکست خورد، و شخصیت woken matt hardy متولد شد. پس از مسابقه هاردی شروع به گفتن جمله:((حذف کن-delete))و درگیری وایت و هاردی آغاز شد. در رویال رامبل ۲۰۱۸ وایت و هاردی یکدیگر را حذف کردند و درگیری آن‌ها به اوج رسید، در شب بعدی وایت باعث باخت هاردی در مسابقه ای که برنده به الیمینیشن چمبر ۲۰۱۸ می‌رود شد. بعد از آن هاردی وایت را به مسابقه ای در الیمینیشن چمبر ۲۰۱۸ فراخواند و پیروز شد. در ۱۹ مارس و مسابقه ultimate deletion هاردی با کمک سینیور بن جامین و برادرش جف که حواس وایت را پرت کردند پیروز شد و وایت در رودخانه افتاد و نا پدید شد. در رسلمانیا ۳۴ هاردی André the Giant Memorial Battle Royal را برد، در هفته بعد راو ناگهان وایت و هاردی به عنوان تگ تیم با یکدیگر یار شده و تایتس اونیل و آپولو کوروز را شکست دادند، از آن ور هم شیمس و سزارو در رسلمانیا ۳۴ کمربندهای خود را به براون استرومن و نیکولای که پسر بچه ای کوچک بود باختند و اما در هفته‌های بعد کمربندها را واگذار کردند و استرومن گفت: «نیکولای بعداً وقتی که بزرگ شد به دنبال کمربندها می‌آید.» وایت و هاردی هم در هفته‌های بعد با پیروز بر تیگ تیم‌های دیگر چلنجرهای شیسمس و سزارو برای کمربندهای راو شدند و در گریتست رویال رامبل ۲۰۱۸ آن هارا شکست داده و قهرمان‌های تگ تیم شدند او سال ۲۰۲۰ در شو اسمکدان حضور پیدا کرد و جان سینا را برای رسلمنیا ی ۳۶ چلنج کرد که جان سینا قبول کرد و در یک مسابقه فرندلی فانی هاوس جان سینا را شکست داد
و همچنین او در رسلمنیا ۳۷ از رندی ارتون شکست خورد

#### برگشت دوم به دبلیو دبلیو ای (۲۰۲۳–۲۰۲۲)
پس از بازگشت تریپل اچ به دبلیو دبلیو ای، شایعاتی مبنی بر بازگشت بری وایت شنیده می‌شد؛ این شایعات مخصوصاً در شوهای اسمک داون و راو بیشتر شد تا اینکه او در اکستریم رولز ۲۰۲۲ بازگشت؛ با این حال دوران حضور دوم او کوتاه بود و تنها یک مسابقه با ال ای نایت در رویال رامبل ۲۰۲۳ انجام داد و قرار بود با بابی لشلی در رسلمنیا ۳۹ مسابقه دهد که این مسابقه به دلیل بیماری او هرگز برگزار نشد.

### حرکات
- سیستر ابیگیل (تمام‌کننده)
- چنگال فک پایین (تسلیم)

### افتخارات و عناوین
- یک بار قهرمان کمربند دبلیودبلیوئی
- دو بار قهرمان کمربند یونیورسال[۱۰۶]
- قهرمانی تگ تیم راو دبلیودبلیوئی با مت هاردی
- قهرمانی تگ تیم اسمک‌داون دبلیودبلیوئی با رندی اورتن و لوک هارپر[۱۰۷]

## مرگ
در ۱۹ اوت ۲۰۲۳، گزارش شد وایت به دنبال ابتلاء به بیماری کوید ۱۹ از فوریه ۲۰۲۳، امیدوار بازگشتن به خانه بود، با این حال، تنها پنج روز بعد در ۲۴ اوت، اعلام شد که وایت به دلیل ایست قلبی در سن ۳۶ سالگی به‌طور غیرمنتظره‌ای درگذشت. در شوی اسمک داون به تاریخ ۲۵ اوت ۲۰۲۳، یادبودی برای او و تری فانک، عضو تالار مشاهیر دبلیو دبلیو ای که چند روز پیش از او درگذشت، برگزار شد.
همچنین کمپانی‌های دیگری نظیر آل الیت رسلینگ و ایمپکت رسلینگ در پیام‌هایی درگذشت او را تسلیت گفتند. در شوی آل این، تماشاگران یاد او را گرامی داشتند.